# Gle Boe Do
Gle Boe Do är en kulle i Indonesien.   Den ligger i provinsen Aceh, i den västra delen av landet, 1 800 km nordväst om huvudstaden Jakarta. Toppen på Gle Boe Do är 23 meter över havet.
Terrängen runt Gle Boe Do är varierad. Havet är nära Gle Boe Do åt sydväst. Runt Gle Boe Do är det ganska tätbefolkat, med 179 invånare per kvadratkilometer. Närmaste större samhälle är Banda Aceh, 11,9 km nordost om Gle Boe Do. Trakten runt Gle Boe Do består till största delen av jordbruksmark.